# Luis Noboa Naranjo
Luis Adolfo Noboa Naranjo (Ambato, 1º febbraio 1916 – New York, 29 aprile 1994) è stato un imprenditore ecuadoriano.

## Biografia
Noboa, di provenienza umile, dopo un periodo di studio e di lavori tra i più disparati fatti in gioventù, iniziò a commerciare i prodotti locali, e in un periodo particolare come la seconda guerra mondiale, approfittò della necessità di materie prime dei paesi belligeranti per commercializzare i propri prodotti, in particolare riso, in gran parte mandato verso gli Usa, nonostante i rischi che comportava l'invio delle proprie navi da carico verso paesi in guerra.
In questo modo guadagnò il suo primo milione di dollari .
Negli anni seguenti fondò varie imprese in diversi campi, compreso il settore bancario, per poi diventare il maggior esportatore di banane verso il mercato nordamericano negli anni seguenti la fine della guerra, creando quella che oggi si chiama "Exportadora Bananera Noboa S.A.".
Alla sua morte, avvenuta nel 1994, la fortuna accumulata tramite le imprese che aveva fondato lo aveva reso l'ecuadoriano più ricco del XX secolo . 
L'eredità è stata oggetto di disputa alla sua morte, le battaglie legali sono costate 20 milioni di dollari e nove anni di tempo ai familiari . Uno dei figli, Álvaro Noboa, ha ereditato il commercio delle banane e parte della sua fortuna, divenendo uno dei più potenti e ricchi uomini del paese sudamericano, più volte candidatosi alle elezioni presidenziali degli ultimi anni.